# Ronde van Vlaanderen 1956
De 40ste editie van de Ronde van Vlaanderen werd verreden op 2 april 1956 over een afstand van 238 km van Gent naar Wetteren. De gemiddelde uursnelheid van de winnaar was 38,699 km/h. Van de 122 vertrekkers bereikten er 37 de aankomst.

## Koersverloop
Fred De Bruyne had er een lange solorit opzitten tot Rik Van Steenbergen de groep terug bracht. Jean Forestier won uiteindelijk het pleit.

## Hellingen
- Kwaremont
- Kruisberg
- Statieberg
- Eikenberg
- Kattenberg

## Uitslag
| Rang | Renner              | Land      | Ploeg                         | Tijd   |
| ---- | ------------------- | --------- | ----------------------------- | ------ |
| 1    | Jean Forestier      | Frankrijk | Follis-Dunlop                 | 6h09'  |
| 2    | Stan Ockers         | België    | Elve-Peugeot                  | op 9"" |
| 3    | Leon Vandaele       | België    | Bertin-d'Alessandro           |        |
| 4    | Rik Van Steenbergen | België    | Elve-Peugeot                  |        |
| 5    | Lucien Mathys       | België    | Groene Leeuw                  |        |
| 6    | Germain Derycke     | België    | Van Hauwaert - Faema - Guerra |        |
| 7    | André Vlayen        | België    | Elve-Peugeot                  |        |
| 8    | Briek Schotte       | België    | Van Hauwaert - Faema - Guerra |        |
| 9    | Ernest Sterckx      | België    | L'Avenir                      |        |
| 10   | Jan Zagers          | België    | Libertas                      |        |

1913 · 
1914 · 
1915 · 
1916 · 
1917 · 
1918 · 
1919 · 
1920 · 
1921 · 
1922 · 
1923 · 
1924 · 
1925 · 
1926 · 
1927 · 
1928 · 
1929 · 
1930 · 
1931 · 
1932 · 
1933 · 
1934 · 
1935 · 
1936 · 
1937 · 
1938 · 
1939 · 
1940 · 
1941 · 
1942 · 
1943 · 
1944 · 
1945 · 
1946 · 
1947 · 
1948 · 
1949 · 
1950 · 
1951 · 
1952 · 
1953 · 
1954 · 
1955 · 
1956 · 
1957 · 
1958 · 
1959 · 
1960 · 
1961 · 
1962 · 
1963 · 
1964 · 
1965 · 
1966 · 
1967 · 
1968 · 
1969 · 
1970 · 
1971 · 
1972 · 
1973 · 
1974 · 
1975 · 
1976 · 
1977 · 
1978 · 
1979 · 
1980 · 
1981 · 
1982 · 
1983 · 
1984 · 
1985 · 
1986 · 
1987 · 
1988 · 
1989 · 
1990 · 
1991 · 
1992 · 
1993 · 
1994 · 
1995 · 
1996 · 
1997 · 
1998 · 
1999 · 
2000 · 
2001 · 
2002 · 
2003 · 
2004 · 
2005 · 
2006 · 
2007 · 
2008 · 
2009 · 
2010 · 
2011 · 
2012 · 
2013 · 
2014 · 
2015 · 
2016 · 
2017 · 
2018 · 
2019 · 
2020 · 
2021 · 
2022 · 
2023 · 
2024
Lijst van beklimmingen